# Сборная Венгрии по футболу (до 21 года)
Молодёжная сборная Венгрии по футболу представляет Венгрию на молодёжных соревнованиях. Молодёжь сборной Венгрии, несмотря на достижения старшей команды, пробивалась только 4 раза на чемпионаты Европы. В 1974 году (для игроков до 23 лет) они стали чемпионами Европы, однако в текущем формате соревнований их высшее достижение — полуфинал 1986 года. С 1996 года сборная не попадает на чемпионаты Европы и олимпийские игры.

## Достижения
- Бронзовый призер чемпионата Мира среди молодежи: 2009
- Чемпион Европы среди молодежи: 1974
- Серебряный призер Чемпионата Европы среди молодежи: 1976
- Бронзовый призер Чемпионата Европы среди молодежи: 1986